# NGC 5790
NGC 5790 (другие обозначения — UGC 9624, MCG 1-38-22, ZWG 48.76, ZWG 76.110, PGC 53459) — галактика в созвездии Волопас.
Этот объект входит в число перечисленных в оригинальной редакции «Нового общего каталога».